# Station Štrba
Het station Štrba (in het verleden: Tatranská Štrba) is het centraal station van de Slowaakse gemeente Štrba. Het station is populair wegens zijn bijzondere natuurlijke omgeving: hoge bergen en de Hoge Tatra.

## Ligging
Station Štrba is noordelijk gelegen ten opzichte van het centrum van het land en ligt aan de noordelijke dwarslijn, dicht bij de landsgrens met Polen. Het ligt op een hoogte van 895 meter boven de zeespiegel en is bijgevolg het hoogst gelegen treinstation van Slowakije. Binnen de gemeentegrenzen is het zuidwestelijk gesitueerd, in de wijk Tatranská Štrba, aan de straat: « Železničná ». Dit is ongeveer 4 kilometer verwijderd van het gemeentelijk centrum.

## Geschiedenis
Aan het begin van de 19e eeuw was er nabij de huidige plaats Štrba een dicht bebost gebied dat “hoog bos” werd genoemd. De spoorweg werd daar op 7 december 1871 in gebruik genomen. Toentertijd werd daar op een hoogte van ± 900 meter boven de zeespiegel het hoogste spoorwegstation gebouwd in wat nu Slowakije heet, met name, het station Hochwald. Sedert 1880 luidt de benaming Štrba. Het station was in die tijd een van de belangrijkste uitgangspunten voor de Hoge Tatra. De aanleg van de spoorlijn Košice - Bohumín was in deze streek van cruciaal belang voor de economische ontwikkeling. 
Na de oprichting van de Hongaarse Karpatenvereniging "UKV" in 1873 nam het toerisme in de Hoge Tatra snel toe. Men ontwikkelde er een kuuroord, en er werd een groot aantal hotels en pensions gebouwd. Om die reden werd er ook beslist een 4.749 meter lange tandradbaan aan te leggen, die zich over het hele gebied uitstrekte en die een hoogteverschil van 454 meter overwon. De te gebruiken stoomlocomotieven werden in 1896 vervaardigd door de locomotieffabriek Wien-Floridsdorf (bestaansperiode: 1869-1969). Tijdens de 30 minuten durende rit bergopwaarts werden de spoorrijtuigen voor het passagiersvervoer bij wijze van veiligheidsmaatregel steeds opgeduwd in de plaats van gesleept.
Door de bouw van de spoorweg beleefde de omgeving van Štrba een toeristische ontwikkeling.

## Lijnen
- Lijn 180: Žilina - Košice. Deze lijn maakt deel uit van de noodelijke dwarslijn en is een deel van de Pan-Europese Corridor nummer V, die zich uitstrekt van Venetië in Italië naar Kiev in Oekraïne, via Bratislava, Žilina, Košice en Oezjhorod.
- Lijn 182: Štrba – Štrbské Pleso [1]. Deze tandradspoorlijn werd in 1932 gesloten, maar werd op het einde van de jaren 1960 gerenoveerd en in 1970 heropend.

## Treindienst

### Reizigerstreinen

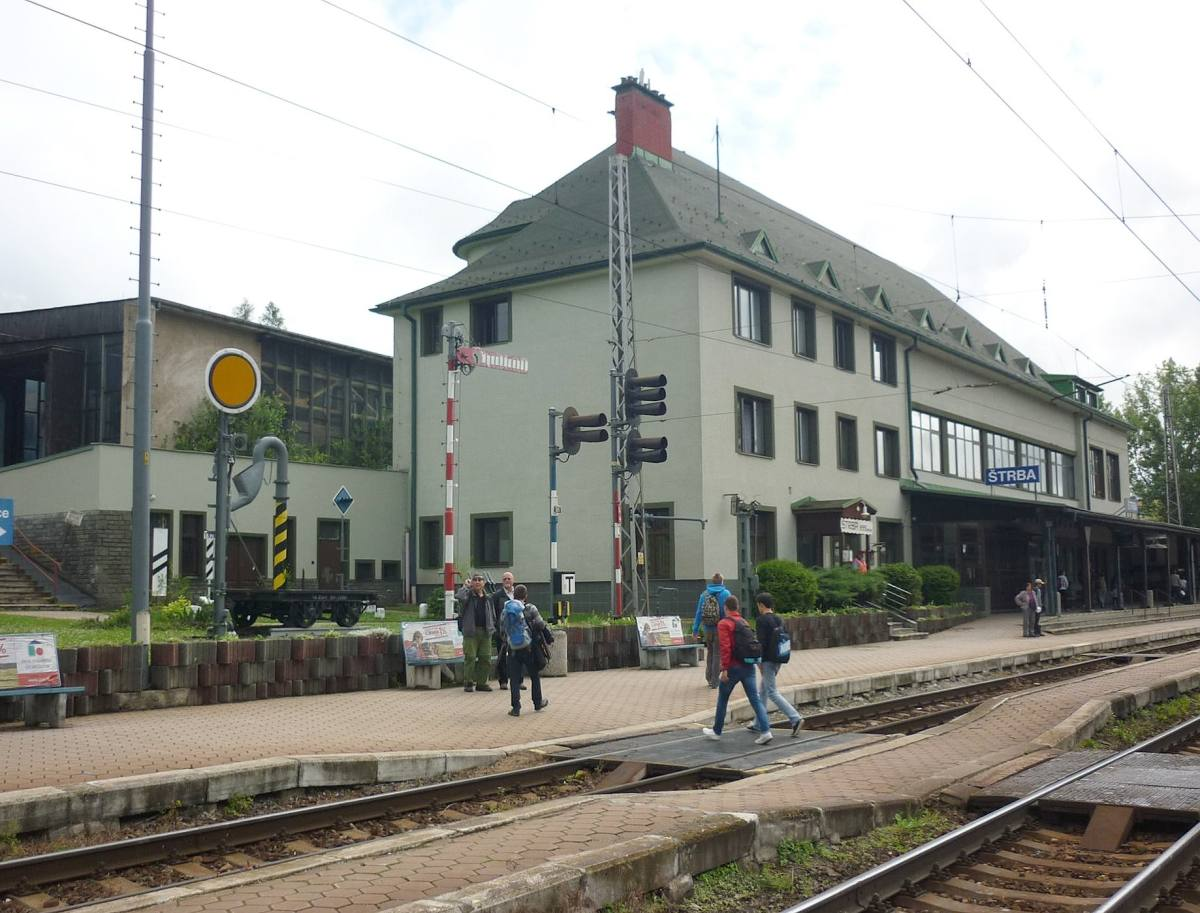
Het station in 2013

Enkele autotreinen en sommige treinen van RegioJet buiten beschouwing gelaten, stoppen alle passagierstreinen van de spoorlijn Košice – Žilina in Štrba. De tandradbaan naar Štrbské Pleso  begint in station Štrba.

### Goederentreinen
Er rijdt een aanzienlijk aantal goederentreinen, vooral kolentreinen, naar Košice. Treinen uit Poprad-Tatry hebben in het station Štrba een stilstand. Ze stoppen hier om een opdruklocomotief  te ontkoppelen.

## Perrons
Het bovenste niveau van het ontvangstgebouw doet dienst als station voor de tandradbaan (smalspoor) naar Štrbské Pleso (lijn 182).
Op het gelijkgrondse niveau rijden de treinen op normaalspoor, naar andere bestemmingen op het ŽSR-netwerk.

## Dienstverlening
Het station wordt beheerd door de Železnice Slovenskej republiky (ŽSR) en de treindiensten worden uitgebaat door de Železničná spoločnosť Slovensko (ŽSSK). 
Tijdens de dienstregeling 2024-2025 is er in het station is een loket met personeel, voor inlichtingen en reisbiljetten (binnenverkeer en internationaal verkeer). Voor de openingsuren van dit loket: zie de onderstaande externe link: "ŽSSK - Loket - Openingsuren".
Nabij het treinstation is er overstapmogelijkheid voor autobussen.

## Andere stations
Dicht bij het station Štrba ligt op lijn 180 het naburige station Štrba zastávka (vertaling: Štrba halte).